# David Hampshire
David Hampshire (29. prosince 1917 Mickleover – 25. srpna 1990 Newton Solney) byl britský pilot Formule 1. Celkem absolvoval dva závody Grand Prix v roce 1950: ve Velké Británii a Francii, nezískal však žádný bod.
Jako ředitel společnosti Kegworth z Derby začal závodit na Maserati již před válkou.Na vrcholu kariéry byl Hampshire v letech 1947 až 1949, to seděl za volantem vozu ERA. V Marseilles dojel na šestém místě, na ostrově Man, kde se konala British Empair Trophy vybojoval druhé místo. V roce 1949 si dojel pro dvě čtvrtá místa v Goodwoodu a Silverstone.
V týmu ERA už nebylo místo pro Hampshira a proto uvítal nabídku Rega Parnella jezdit v týmu Ambrosiana na Maserati. Kde zůstal až do roku 1951, když se pak znovu vrátil k vozům ERA, s nimiž se účastnil závodů v nižších kategoriích. Téhož roku společně s Parnellem připravují i sportovní speciál Aston Martin DB2. Hampshir závodil čím dal méně.
Ještě v roce 1955 se objevil na pár závodech malých vozu v Lister Bristol a dokonce spolu s Scott-Russellem zvítězil ve své kategorii na BARC v Goodwoodu v závodě na devět hodin.
Tímto se rozloučil se závody a věnuje se nadále své společnosti.

## Formule 1
- 1950 bez bodů

- 2 Grand Prix
- 0 vítězství
- 0 pole positions
- 0 nejrychlejších kol
- 0 bodů
- 0 x podium

## Nejlepší umístění na mistrovství světa F1
- 1950 9. místo Grand Prix Velké Británie